# Trzy młyny (serial telewizyjny)
Trzy młyny – polski serial fabularny wyprodukowany w 1984 roku przez Studio Filmowe Perspektywa.

## Opis fabuły
Każda część cyklu jest zamkniętą całością, łączy je jedna postać – ksiądz Ryba, pojawiający się we wszystkich odcinkach. Akcja pierwszego odcinka toczy się w 1928 roku, drugiego w trakcie II wojny światowej, trzeciego zaś w latach 50 XX wieku.
Scenariusz do trzech części cyklu powstał na podstawie trzech opowiadań Jarosława Iwaszkiewicza: Młyn nad Utratą (1936), Młyn nad Lutynią (1946), Młyn nad Kamionną (1950).

## Odcinek 1
Julian Zdanowski, młody poeta przyjeżdża do starszego kolegi, arystokraty Karola. Poznaje tam mieszkającą w młynie rozwódkę Jadwigę. Rodzi się między nimi uczucie, sielanka nie trwa jednak długo

### Obsada
- Jan Jankowski − Julian Zdanowski
- Ewa Dałkowska − Jadwiga Łowiecka
- Jerzy Zelnik − Karol
- Bohdana Majda − Rygielowa
- Edward Żentara − ksiądz Władysław Ryba
- Roman Gaza-Ngmembwe − King
- Jan Kociniak − Kletke
- Mirosław Skupiń − Zdzisio
- Jan Prochyra − Łowiecki
- Edward Linde-Lubaszenko − dziedzic
- Jerzy Zygmunt Nowak − chłop
- Mariusz Lipiński − chłopak tonący w jeziorze

## Odcinek 2
Piętnastoletni Jarogniew powraca do kraju z Francji. Zamieszkuje u dziadków, gdzie czuje się jednak obco. Imponują mu wojska niemieckie, sam czuje się także Niemcem. Zapisuje się do Hitlerjugend. Dziewczyna, w której się podkochuje, nie chce go znać, ze względu na jego przynależność do organizacji niemieckiej. Urażony Jarogniew wydaje Niemcom kryjówkę księdza, który ukrywał się przed Niemcami w domu zamieszkiwanym przez Bolkę, miłość Jarogniewa.

### Obsada
- Olaf Lubaszenko − Jarogniew
- Franciszek Pieczka − Durczak
- Anna Milewska − Elżbieta Durczakowa
- Edward Żentara − ksiądz Władysław Ryba
- Monika Kuklińska − Bolka
- Tadeusz Skorulski − gajowy Grzesiak
- Bogusław Augustyn − szef Hitlerjugend
- Małgorzata Pieczyńska − Stefa
- Hanna Skarżanka − ciotka Stefy
- Michał Szwejlich − Żyd
- Helena Kowalska − kobieta przyjmująca poród

## Odcinek 3
Lata pięćdziesiąte. Spokój młodego małżeństwa naczelnika stacji Zygmunta i Żydówki Stefy burzy pojawienie się Andrzeja, z którym kiedyś Stefa wzięła ślub. Andrzej w czasie wojny kolaborował z Niemcami, kobieta starała się więc ukryć, że kiedykolwiek go znała. Andrzej za milczenie zażądał pieniędzy, Stefa za namową ciotki ukradła je mężowi z państwowego funduszu na remont stacji.

### Obsada
- Małgorzata Pieczyńska − Stefa
- Jarosław Kopaczewski − Zygmunt, mąż Stefy
- Hanna Skarżanka − ciotka Stefy
- Andrzej Golejewski − Andrzej
- Edward Żentara − ksiądz Władysław Ryba
- Bożena Dykiel − Bujna, gospodyni księdza Ryby
- Jerzy Turek − Juryk
- Zdzisław Kozień − biskup